# Platystele enervis
Platystele enervis är en orkidéart som beskrevs av Carlyle August Luer. Platystele enervis ingår i släktet Platystele och familjen orkidéer. Inga underarter finns listade i Catalogue of Life.